# C/2014 OE4 (PANSTARRS)
C/2014 OE4 (PANSTARRS) — одна з гіперболічних комет. Ця комета була відкрита 26 липня 2014 року; вона мала 20.7m на час відкриття.